# Gaston Bouatchidzé
Gaston Bouatchidzé, გასტონ ბუაჩიძე en géorgien, né le 21 octobre 1935 à Tbilissi et mort le 12 juillet 2022 à Nantes, est un écrivain et traducteur franco-géorgien.

## Biographie
Gaston Bouatchidzé est né d’un père géorgien, Sergo Bouatchidzé, qui vécut dix ans en France, et d’une mère française, Gabrielle Brousse.
Il obtient un diplôme de langue et de littérature françaises à l'université de Lviv, en Ukraine, en 1958 et devient professeur de littérature française à l'université d'État de Tbilissi des années 1960 aux années 1980.
En 1991, il rejoint la France et intègre jusqu'en 2001 l'université de Nantes comme professeur agrégé d'études littéraires comparatives.
En 1998, il est élu membre de l'Académie littéraire de Bretagne et des Pays de la Loire.
En 1999, Gaston Bouatchidzé s’implique dans l’organisation d’une exposition du peintre naïf géorgien Niko Pirosmani au Musée des beaux-arts de Nantes.
En 2001, il devient président de l’Association Nantes – Tbilissi, dans le cadre du jumelage : accompagné du maire de Nantes, il s’implique, à Tbilissi et à Gori, dans le soutien de la Géorgie lors de la guerre russo-géorgienne d’août 2008.
Depuis 2011, le prix Gaston-Bouatchidzé récompense la meilleure traduction de géorgien en français.

## Publications
Sa thèse de doctorat est intitulée « Contribution à l'histoire des relations littéraires franco–géorgiennes » et a été publiée aux Éditions des Presses universitaires du Septentrion, en 1995.
Il est l’auteur en français d’essais, de biographies, de récits et d’une trilogie, en géorgien d’essais, en russe d’essais et de biographie.
Il a traduit du géorgien en français des pièces de la littérature géorgienne, dont la pièce maîtresse médiévale Le Chevalier à la peau de panthère et supportées par l’UNESCO.